# Аматьорите
„Аматьорите“ (на английски: The Replacements) е американска спортна комедия от 2000 г. на режисьора Хауърд Дойч, по сценарий на Винс Макеуин. Във филма участват Киану Рийвс, Джийн Хекман, Брук Лангтън, Рис Айфънс, Джон Фавро и Джак Уордън в последната му филмова роля.

## Актьорски състав
| Актьор               | Роля                 |
| -------------------- | -------------------- |
| Киану Рийвс          | Шейн Фалко           |
| Джийн Хекман         | Джими Макгинти       |
| Брук Лангтън         | Анабел Фарел         |
| Орландо Джоунс       | Клифърд Франклин     |
| Фейзън Лав           | Джамал Абдул Джаксън |
| Майкъл Талиферо      | Андре Джаксън        |
| Ейс Йонамин          | Джимбо Фумико        |
| Трой Уинбуш          | Уолтър Кокран        |
| Дейвид Денман        | Браян Мърфи          |
| Джон Фавро           | Даниел Бийтман       |
| Майкъл Джейс         | Ърл Уилкинсън        |
| Рис Айфънс           | Найджъл Гръф         |
| Гейлард Сартейн      | Пилачовски           |
| Арт Лафльор          | Бейнс                |
| Брет Кълън           | Еди Мартел           |
| Арчи Л. Харис младши | Уилсън Кар           |